# Pointage (comptabilité)
Le pointage est une opération élémentaire lors des processus de rapprochement, qui consiste à comparer les comptabilités de deux entités ayant des relations, et de vérifier que chaque opération commune a été correctement prise en compte de façon symétrique dans les deux comptabilités 

## Principe de fonctionnement
Le pointage est généralement réalisé pour :
- les comptes bancaires (c'est un préalable pour réaliser un rapprochement bancaire) ;
- les comptes inter-compagnies au sein d'un groupe ;
- de deux contreparties qui effectuent des transactions sur des marchés financiers ;
- plus rarement entre les comptes d'un client et de son fournisseur.

Le processus consiste, une fois que l'on dispose des extraits de grand-livres comptables du vis-à-vis qui désignent notre entité (parfois appelés "vostro"), à les comparer aux notres ("nostro") et à marquer d'un point chaque transaction ayant été enregistrée de façon symétrique dans les deux comptabilités. Les écritures qui ne sont pas pointées alertent sur des problèmes : 
- soit l'incomplétude d'une des comptabilités : elle n'a pas pris en compte un mouvement qui aurait dû être retranscrit ;
- soit l'écriture n'aurait pas du être passée ;
- soit l'existence d'une erreur : l'enregistrement symétrique ne figure pas pour le même montant ou dans la même période comptable.

Le pointage précède les écritures de rapprochement de banque. 

## Exemple
Le pointage effectif est indiqué d'un point • dans la colonne "P"
| Nostro : entreprise | Nostro : entreprise              | Nostro : entreprise | Nostro : entreprise | Nostro : entreprise |  | Vostro : banque | Vostro : banque                      | Vostro : banque | Vostro : banque | Vostro : banque |
| Date                | Objet                            | Débit               | Crédit              | P                   |  | Date            | objet                                | Débit           | Crédit          | P               |
| ------------------- | -------------------------------- | ------------------- | ------------------- | ------------------- |  | --------------- | ------------------------------------ | --------------- | --------------- | --------------- |
| 21/08               | TVA juillet                      |                     | 22546,25            | •                   |  | 21/08           | prlvt Trésor Public                  | 22546,25        |                 | •               |
| 22/08               | Chèque 458163 Fournisseur Alfred |                     | 4450,00             |                     |  | 25/08           | encaissement USA de William 20 000 $ |                 | 22408,32        |                 |
| 29/08               | remise de chq Antoine            | 26584,00            |                     | •                   |  | 25/08           | commission / enct $                  | 224,08          |                 |                 |
| 31/08               | Salaires 08                      |                     | 15308,25            | •                   |  | 30/08           | remise de chq #125                   |                 | 26584,00        | •               |
|                     |                                  |                     |                     |                     |  | 31/08           | salaires                             | 15308,25        |                 | •               |

Dans l'exemple ci-dessus : 
- un chèque émis à destination d'un fournisseur n'a pas été porté à l'encaissement et ne peut pas être pointé ;
- un encaissement en devise et la commission perçue par la banque n'était pas constaté en comptabilité ;
- la différence de date sur la remise de chèque à l'encaissement n'est pas pertinente.

## Difficultés
- Pour les entreprises de taille importante ou au sein d'un groupe intégré, les logiciels de comptabilité ou de trésorerie permettent d'effectuer une partie du pointage de façon automatique après récupération de relevés bancaires sous forme de fichiers.
- Le fait de devoir comparer parfois des comptabilités tenues en des devises différentes génère des difficultés supplémentaires.

## notes et références
1. ↑  Pierre Lassègue, Frédérique Déjean, Marie-Astrid Le Theule, Lexique de comptabilité, Paris, Dunod, 2012, 768 p. (ISBN 978-2-10-057781-1)